# Scheikunde

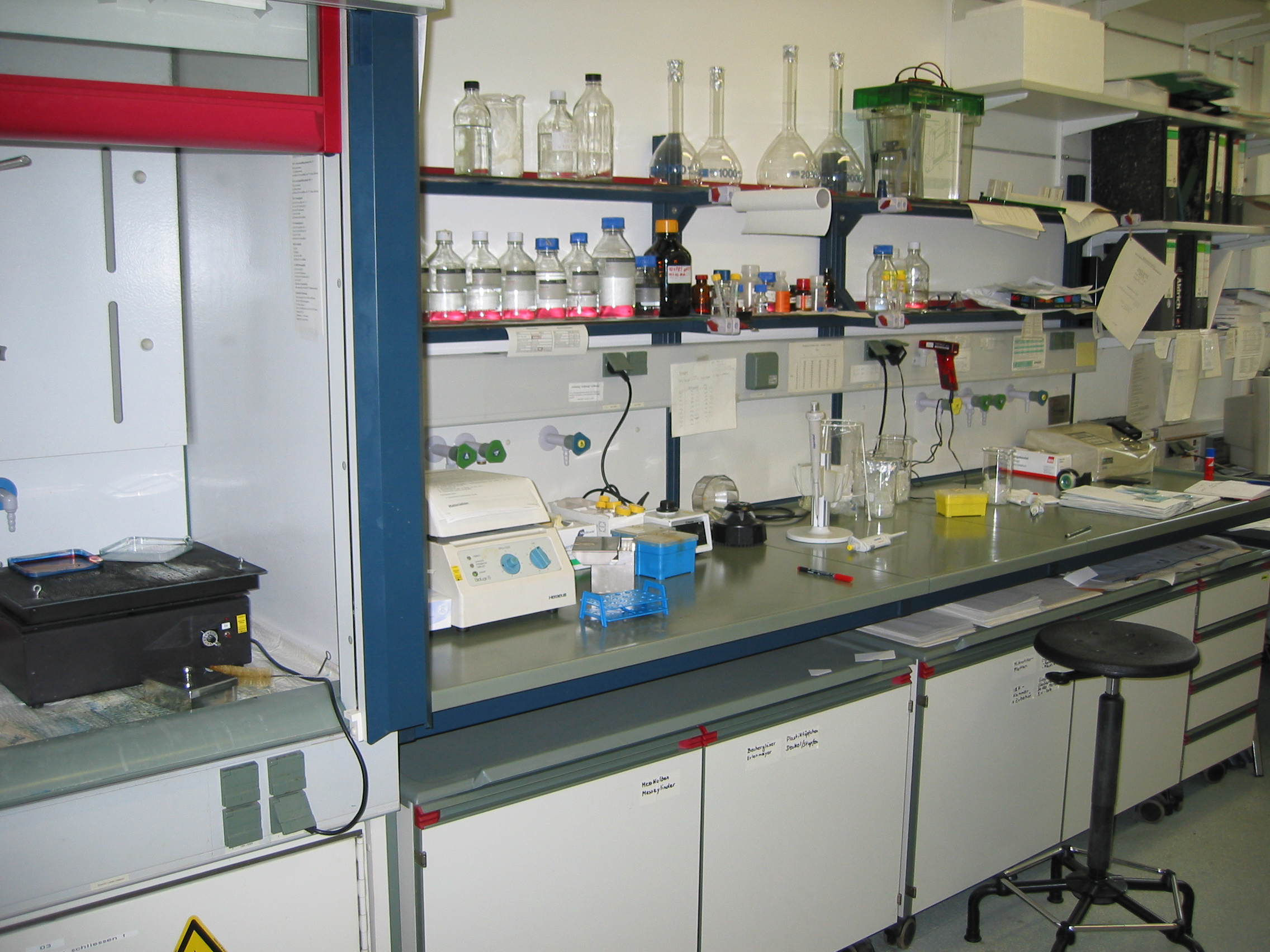
Biochemisch laboratorium

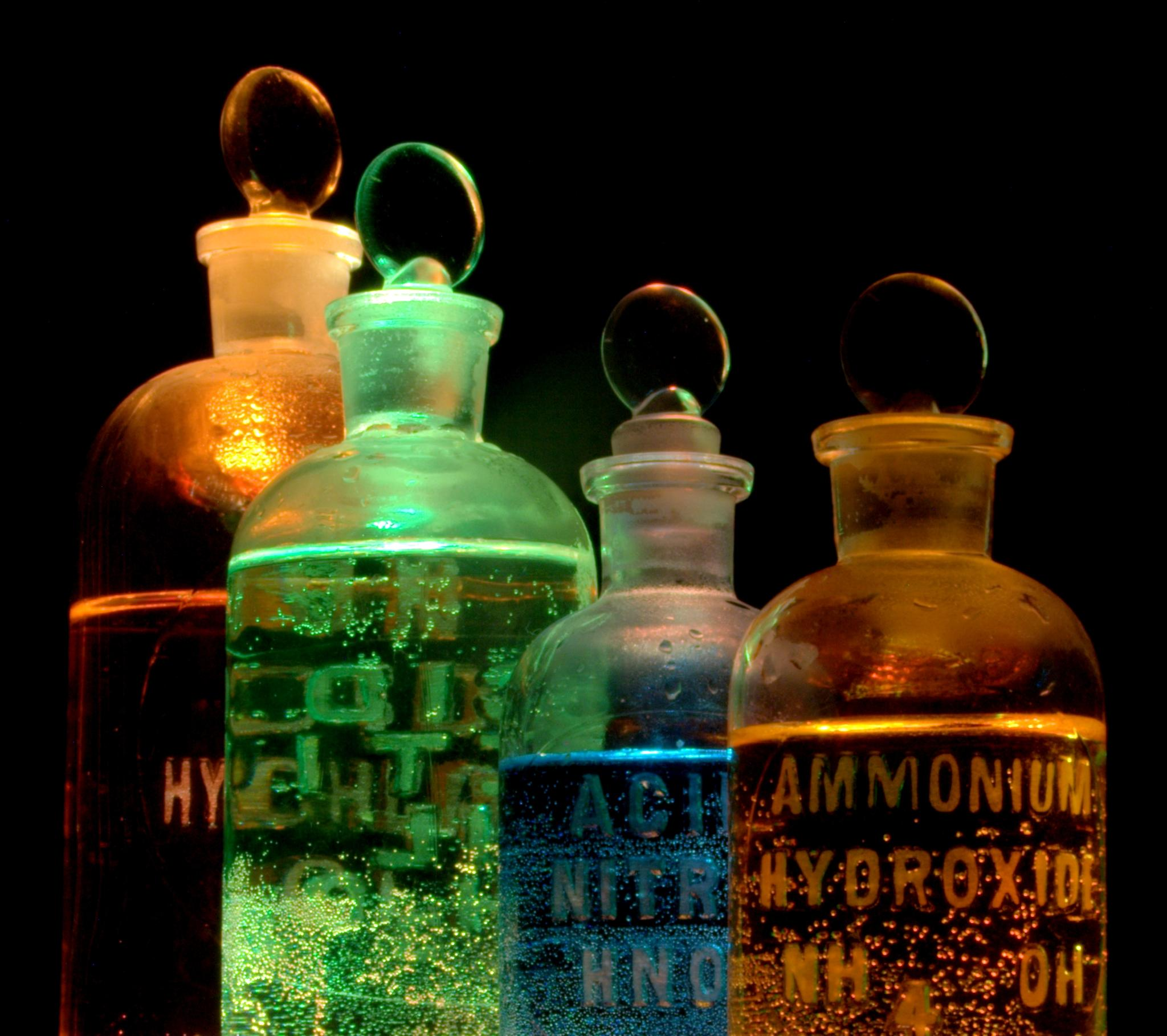
Flessen met chemicaliën

Scheikunde of chemie is de natuurwetenschap die zich richt op de studie van samenstelling en opbouw van stoffen, de chemische veranderingen die plaatsvinden onder bepaalde omstandigheden, en de wetmatigheden die daaruit te destilleren zijn. Scheikunde is sterk verwant met de biologie en de natuurkunde. De tak van wetenschap die beide verbindt zijn respectievelijk de biochemie en de fysische chemie. Ook met andere natuurwetenschappen zijn aan het grensvlak nieuwe disciplines ontstaan zoals de geochemie en de computationele chemie.
De term scheikunde is bedacht door de wetenschapper Simon Stevin.

## Algemene beschrijving van de scheikunde
Alle stoffen bestaan uit atomen. Atomen kunnen een chemische binding met elkaar aangaan tot grotere groepen.
Stoffen die bestaan uit atomen van één enkele soort of chemisch element noemt men enkelvoudige stoffen. Stoffen die bestaan uit meerdere atoomsoorten noemt men samengestelde stoffen.
De atomen bestaan uit een aantal protonen, neutronen en elektronen. Het totale aantal protonen is steeds gelijk aan het aantal elektronen. Hierdoor is een molecuul elektrisch neutraal. Atomen kunnen hun elektronen met elkaar delen en dit is de basis voor de chemische binding. Men kan in de manier waarop de elektronen gedeeld worden nog onderscheid maken. Wanneer de elektronen gelijkelijk tussen twee buuratomen gedeeld worden spreekt men van een covalente binding. Elektronen kunnen echter over meer dan twee atomen gedeeld worden. In metalen is er zelfs sprake van een zee van elektronen verdeeld over alle atomen. De verdeling kan ook ongelijk zijn, waarbij er elektronen gedeeltelijk overgedragen worden van het ene naar het andere atoom. Men spreekt dan van een ionogene binding.
Wanneer substanties worden samengevoegd zonder dat de moleculaire structuur van de verschillende componenten daardoor verandert spreken we van een mengsel.
Een chemische verbinding kan tot stand komen door de inwerking van bijvoorbeeld een verhoogde temperatuur, licht, trilling, al dan niet onder invloed van katalysatoren, straling of druk. Soms is het eenvoudig de samenvoeging van reactanten waardoor een chemische reactie ontstaat. Bij een chemische reactie verandert de wijze waarop de verschillende atomen aan elkaar gebonden zijn. Reacties kunnen bijzonder langzaam verlopen (zoals het roesten van een auto) of juist bliksemsnel, zoals het ontploffen van dynamiet. Ook in het lichaam van levende wezens vindt voortdurend assimilatie (opbouw) en dissimilatie (afbraak) van verbindingen plaats. Gezamenlijk wordt dat de stofwisseling genoemd.
De afzonderlijke chemische elementen worden aangeduid met chemische symbolen, meestal de eerste letter of eerste twee letters van de Latijnse naam voor de stof. Voorbeeld: 'C' voor 'koolstof' (carbonum) en 'Fe' voor 'ijzer' (ferrum). Alle bekende elementen (momenteel 118), kunnen op een logische wijze worden gerangschikt door ze in het periodiek systeem te plaatsen. Ongeveer 92 elementen hiervan komen ook in de natuur voor (tot uranium); de overige zijn alleen in een laboratorium gemaakt, vallen meestal in fracties van seconden spontaan uiteen (radioactief verval).

## Geschiedenis en ontwikkeling van de scheikunde
De studie en het gebruik van scheikunde is in feite ouder dan de moderne mens (Homo sapiens), omdat een van de eerste stukken technologie die onze nog meer op mensapen gelijkende voorouders zich eigen maakten het vuur was. Vuur is niets anders dan een wolk zich mengende gassen (brandstof en zuurstof uit de lucht) die met elkaar een chemische reactie aangaan en daarbij voldoende hitte vrijmaken om meer brandstof te vervluchtigen.

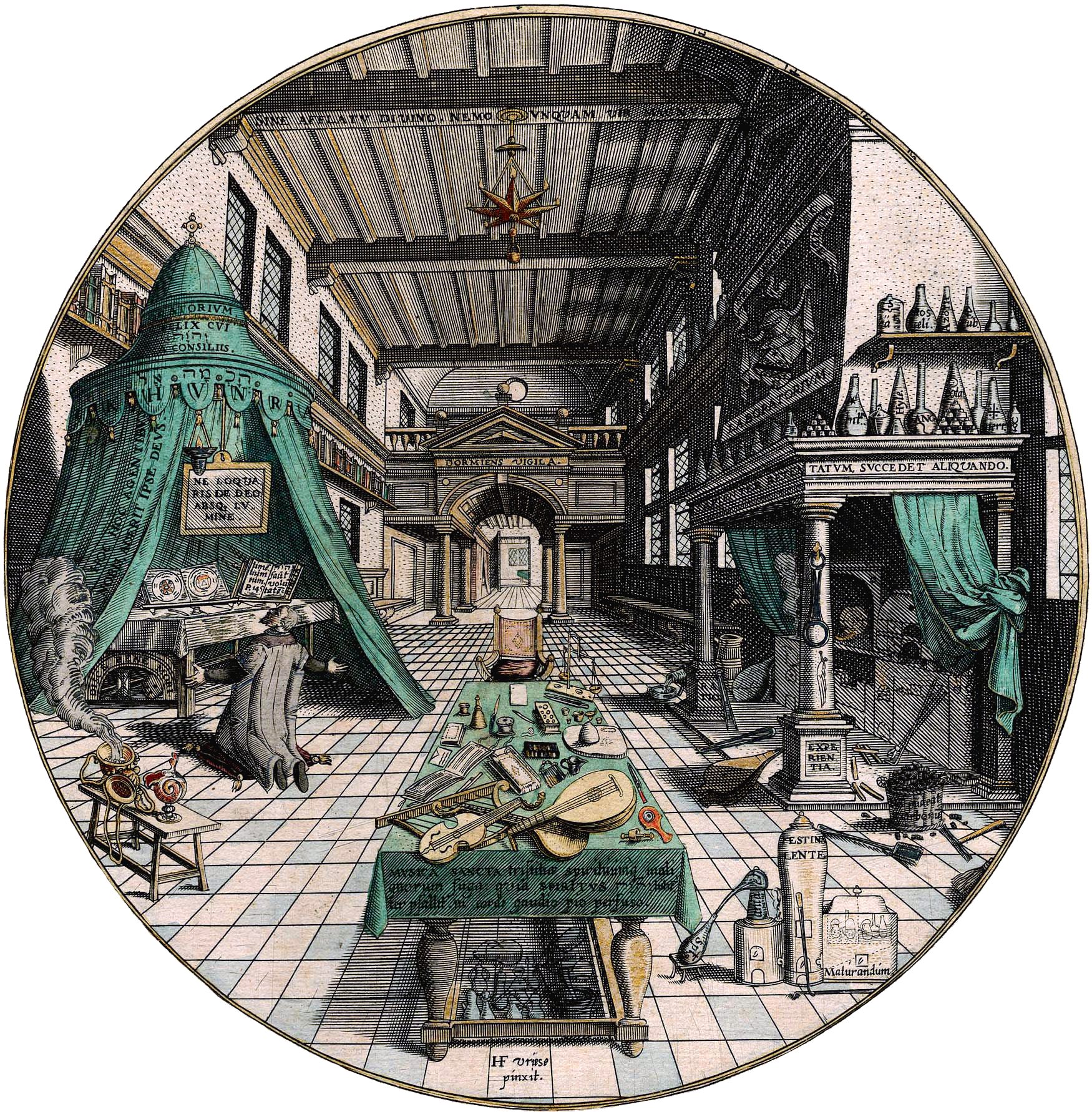
Laboratorium van een alchemist

In de meer recente oudheid werden bij het vuur een aantal andere scheikundige technieken gevoegd. Ten eerste leerde de mens metalen uit hun ertsen vrij te maken. De metallurgie van koper is een bijzonder oude vorm van scheikunde en een aantal elementen waren al in het oude Egypte bekend. Metalen werden al snel als betaalmiddel gebruikt en met het slaan van munten werd de kennis van metaallegeringen en hoe zij op bewerkingen als in het vuur houden reageerden nog belangrijker.
Zo werd de alchemie geboren. In de Middeleeuwen zochten de alchemisten naar manieren om deze metalen in elkaar te doen overgaan; bijvoorbeeld lood in goud (zie Steen der wijzen). Omdat het hier om elementen gaat is deze transmutatie echter niet langs chemische weg mogelijk. John Dalton heeft deze ervaring samengevat in een paradigma voor het scheikundig element.
De chemische eigenschappen van een element werden gebruikt om nieuw ontdekte elementen te onderscheiden van bekende elementen. Mendelejev ontdekte de relaties tussen de eigenschappen van elementen en hun atoommassa's.
Hiermee waren de eigenschappen van enkele elementen bekend nog voordat ze afgescheiden waren uit de mineralen.
De veel latere kernfysica heeft laten zien dat van lood goud maken wel degelijk mogelijk is via kernreacties (maar niet op een economisch verantwoorde wijze). Hoewel sommige alchemisten, zoals Jabir ibn Hayyan al vroeg naar een wetenschappelijke aanpak streefden, was de alchemie - terugkijkend vanuit de moderne tijd - een wonderlijk mengsel van empirisch onderzoek en bijgeloof, zelfs hekserij. De beroemde natuurkundige Isaac Newton was tevens een fervent alchemist.
Pas na de wetenschappelijke revolutie begon zich uit de alchemie een wetenschap te ontwikkelen, die in het Nederlands de wat vreemde benaming scheikunde draagt. Hoewel scheikundigen inderdaad soms mengsels proberen te scheiden of verbindingen te ontleden, zijn zij echter minstens zo vaak met het omgekeerde bezig en voegen zij stoffen bijeen om juist grotere verbindingen te geven.
Aan het eind van de 18e eeuw begon de scheikunde als moderne wetenschap pas goed vorm te krijgen. Voordien gooide men vaak willekeurige hoeveelheden van stoffen bij elkaar en keek of er wat gebeurde. Met de komst van mensen als Antoine Lavoisier veranderde dat en begon men nauwkeurig te wegen wat men bijeen voegde en wat men verkreeg. Zo kwam men erachter dat zuivere stoffen vaak in heel precieze verhoudingen met elkaar reageren en zo was het begrip stoichiometrie geboren. Ook werden op deze manier nieuwe elementen ontdekt, zoals zuurstof, omdat men erachter kwam dat – in tegenstelling tot vroegere ideeën (flogistontheorie) – bij een verbranding de totale massa gelijk bleef (wet van behoud van massa).

Chemische structuur van DNA

In de 19e eeuw werd de atoomtheorie het centrale thema van de ontwikkeling, alsmede de chemische thermodynamica en de elektrochemie. Dit is ook de tijd waarin de analysemethodes beter werden en meer en meer elementen bekend werden. De ontwikkeling van het periodiek systeem door Dmitri Mendelejev was daar een belangrijke stap in.
In de 20e eeuw kwam er een grote omwenteling in het denken door de theorie van de golfmechanica die de opbouw van het atoom begrijpelijk maakte. In de eerste helft van de eeuw nam de chemische industrie een grote vlucht. Na de Tweede Wereldoorlog kwam de halfgeleidertechnologie met eerst de transistor, later de geïntegreerde schakeling en de computerrevolutie. Ook de polymeerchemie heeft grote invloed gehad op het dagelijks leven. De kunststoffen, die meestal uit synthetische polymeren zijn opgebouwd, zijn uit dat leven eigenlijk niet meer weg te denken. Er ontstond ook steeds meer belangstelling voor de chemie van het leven, de zogenaamde biochemie. Met de ontrafeling van de chemische basis van het leven (bijvoorbeeld de citroenzuurcyclus) en de ontdekking van de genetische code is de biochemie een uiterst belangrijke tak van de chemie geworden. Zelfs zo zeer dat de biochemie min of meer een zelfstandige wetenschap geworden is met een eigen opleiding.
Rond het millenniumjaar is er een interessante samenvloeiing van de biochemie en de halfgeleiderwereld ontstaan die men nanotechnologie noemt. Dit is een tak van wetenschap waar de biologie, natuurkunde en chemie van objecten ter grootte van enkele nanometers centraal staat.

## Belangrijke scheikundigen
Zie ook: Lijst van scheikundigen

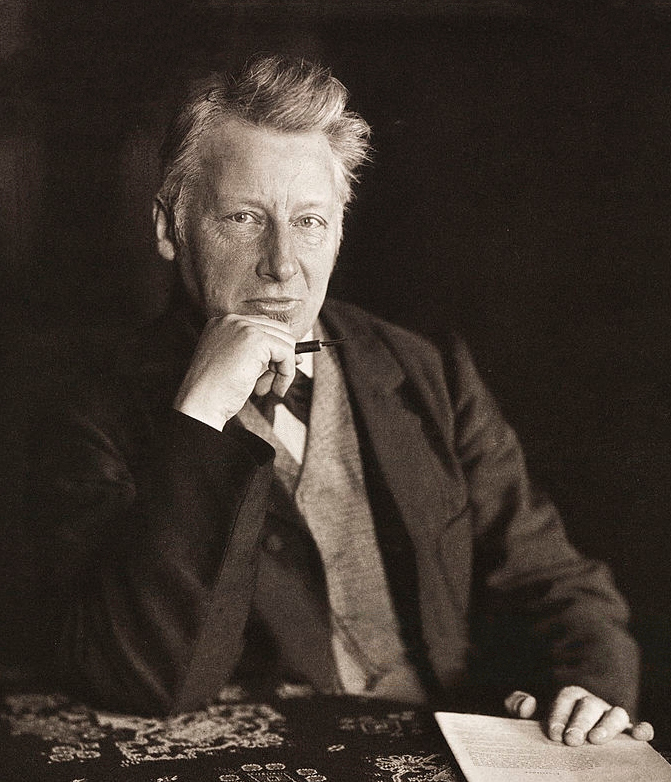
De Nederlandse scheikundige Jacobus van 't Hoff won de Nobelprijs voor de Scheikunde in 1901

- Niels Bohr ontdekte dat de elektronen rond de kern gerangschikt waren op schillen via een zogenaamde elektronenconfiguratie. Hij heeft dit ontdekt door middel van vlamproeven.
- Jabir ibn Hayyan wordt vaak gezien als de eerste echte scheikundige.
- Jacobus Henricus van 't Hoff besefte dat moleculen een driedimensionale structuur hebben.
- Antoine Lavoisier ontdekte het principe van verbranding en stelde de wet van Lavoisier op die zegt dat de massa behouden blijft voor en na elke chemische reactie.
- Dmitri Mendelejev wordt als vader van het periodiek systeem der elementen beschouwd. Alhoewel het periodiek systeem dat laboranten nu gebruiken niet door Mendelejev is opgesteld, is het wel op zijn bevindingen gebaseerd.
- Linus Pauling heeft veel inzicht verschaft over de opbouw van eiwitten en een belangrijke bijdrage geleverd aan de kwantumchemie.
- Ernest Rutherford beschreef het atoom als een kern met daar omheen elektronen. Dat is het atoommodel van Rutherford

De eerste Nederlandse hoogleraar in de chemie was Carel de Maets.

## Deelgebieden van de scheikunde
- Anorganische chemie
  - Vastestofchemie
    - Thermische analyse
- Analytische scheikunde
  - Chemometrie
  - Titratie
  - Chromatografie
    - Gaschromatografie (GC)
    - Vloeistofchromatografie (HPLC)
    - Dunnelaagchromatografie (TLC)
    - Size exclusionchromatografie (SEC)
      - Gelpermeatiechromatografie (GPC)

  - Atoomspectroscopie
    - Atomaire-absorptiespectrometrie (AAS)
    - Atomaire-emissiespectrometrie (AES)
    - Inductief gekoppeld plasma
    - Röntgenfluorescentiespectrometrie

  - Molecuulspectroscopie
    - Microgolfspectroscopie
    - Infraroodspectroscopie
    - Ramanspectroscopie
    - Ultravioletspectroscopie
    - Kernspinresonantiespectroscopie
    - Massaspectrometrie

  - Structuurchemie
    - Kristallografie
    - Moleculaire mechanica
    - Moleculaire dynamica
- Organische chemie
  - Organische synthese
  - Polymeerchemie
  - Organometaalchemie
- Biochemie
- Coördinatiechemie
- Fytochemie
- Fysische chemie
  - Chemische thermodynamica
    - Kinetiek
    - Faseleer

  - Elektrochemie
    - Foto-elektrochemie

  - Radiochemie
  - Fotochemie
- Geochemie
- Oppervlaktechemie
- Colloïdchemie
- Katalyse
- Theoretische scheikunde
- Kwantumchemie
- Nomenclatuur

## Scheidings- en zuiveringsmethoden
- Extractie
- Sublimatie
- Herkristallisatie
- Destillatie
- Ionenwisselaar
- Elektrolyse
- Filtratie
- Decanteren
- Centrifugeren
- Bezinken
- Adsorberen
- Chromatografie

## Scheikunde in de maatschappij
- Chemiewinkel

## Verwante beroepen
- Scheikundige
- Laborant
- Onderzoeker
- Analist